# Řecká literatura

První verše Iliady

Řecká literatura je literaturou v řeckém jazyce. Má tři velká období, která jsou od sebe značně oddělená. Tím prvním je starověká řecká literatura, kterou vytvářeli obyvatelé antické civilizace, ať už řecké nebo římské (i v Římě byla řečtina dlouho jazykem vzdělanců). Druhým velkým obdobím byla éra pravoslavné byzantské literatury, neboť Byzanc, původně východořímská říše, zvolila řečtinu jako svůj hlavní jazyk, aby se tím odlišila od západořímského (a posléze katolického) latinského světa. Staré Řecko i Byzanc byly velké "commonwealthy", jejichž vliv a pole působnosti přesahovaly dalece hranice Peloponésu, na nějž je omezeno moderní Řecko, proto řada velkých děl v řečtině vznikala mimo území dnešního Řecka, v případě Byzance dokonce většina, neboť tato říše měla ostatně i své hlavní sídlo mimo tyto hranice. Je to jeden z důvodů, proč moderní Řecko necítí s Byzancí takové spojení, dalším takovým důvodem je pád Byzance a značná časová průrva mezi tímto pádem a obnovením toho, co by se dalo nazvat znovu řeckou kulturou. Ta se zrodila až s moderním nacionalismem. Tomu se na byzantskou linii příliš navazovat nechtělo, raději se opájel tradicí antickou, od té ho však dělil obrovský časový úsek, etnický vývoj (Řekové v čase prošli mj. značnou slovanizací) a jazykový vývoj - moderní řečtina je té antické dosti vzdálená. I proto se někdy pod pojmem řecká literatura míní jen literatura moderní, od 19. století, neboť jen ta je opravdu spjata se současným řeckým státem a národem. Definujeme-li ovšem pojem jazykem, je legitimní tři velké řecké literatury sepnout k sobě, do jednoho příběhu. O tom, jak moc velká průrva mezi těmito třemi liniemi je, vedou ostatně literární teoretici spor, je například pravdou, že i po pádu Byzance se na periferiích bývalé říše určitá tradice řeckého písemnictví uchovala, například na Krétě. Někdy se pod pojem byzantská literatura zahrnují všechna východořímská díla od 3. století, jindy až díla od století šestého, přičemž za symbolický mezník se považuje rok 529, kdy Justinián I. uzavřel poslední filosofickou školu v Athénách. Níže v textu je respektováno druhé pojetí.

## Antická literatura

### Archaické období

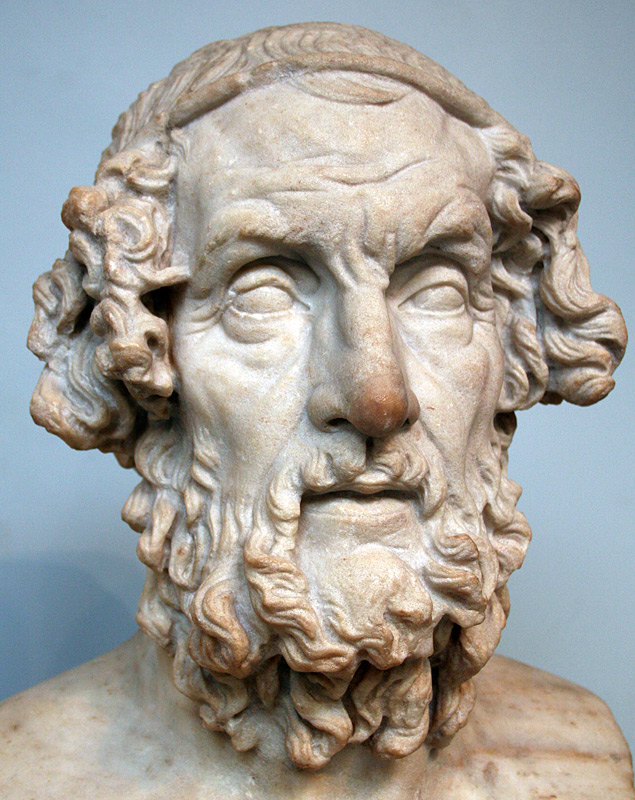
Homér (idealizovaný portrét)

Řecká literatura začíná eposem. Konkrétně pak dílem Homéra, jakkoli o jeho identitě se ví jen velmi málo. Připisuje se mu autorství epických básní Ilias a Odysseia. Krom toho tzv. Homérské hymny, směšnohrdinský epos Batrachomyomachia (Válka žab a myší) parodující Ilias, lyrické básně na oslavu antických božstev, epigramy a další zlomky. Epos psal i nejstarší prokazatelně existující řecký spisovatel - Hésiodos. Jeho nejdůležitějším dílem je Theogonia, jež vypráví o zrození řeckých bohů. k dalším tvůrcům eposů z tohoto období patří Arktínos z Mílétu, Leschos z Mytiléné, Eumélos z Korintu aj.
V archaickém období vznikla i lyrika. Žánr elegie v ní rozvinul Archilochos nebo Theognis z Megary. Z elegie se vyvinul epigram, jímž se proslavili Simónidés z Keu nebo Tyrtaios ze Sparty. Žánr zvaný jamb byl typický pro Archilochose, ale také pro Hippónaxe z Efesu. Na ostrově Lesbu má kořeny mélická poezie, jejímiž klasickými představiteli byli Alkaios z Mytiléné a Sapfó, v její jónské, erotičtější podobě pak Anakreón. Dalšími mélickými básníky byli Bakchylidés, Ibykos a Stésichoros. Nejdůležitějším tvůrcem sborové lyriky byl Pindaros, vedle něj pak zejména Arión a Alkmán.
Se zcela originálním žánrem, bajkou, přišel Ezop, autor 6. století př. n. l. Až ve 3. století př. n. l. však byly Ezopovy bajky písemně zaznamenány a později zpracovány v římském prostředí do veršované podoby.
Již v archaickém období byly též položeny základy řeckého filozofického myšlení, a to Thalétem z Milétu a jeho žákem Anaximandrem. Ještě jinou linii o něco později započal Pythagoras. Thaléta lze považovat za zakladatele geometrie, Anaximandra fyziky a Pythagora matematiky.

### Attické období

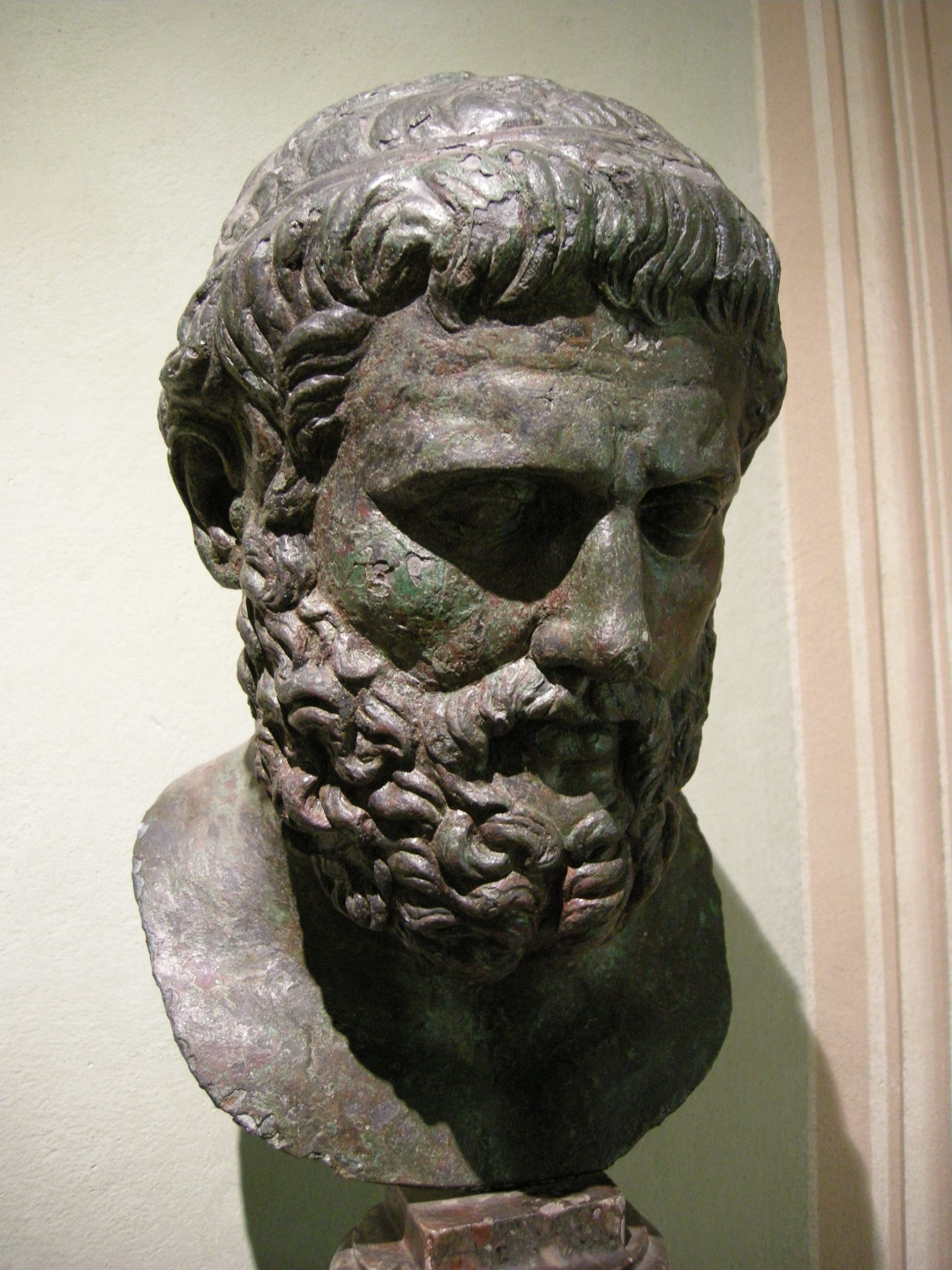
Sofoklés

Na začátku 5. století došlo k výraznému stylovému posunu. Především vzniklo starořecké drama. Za zakladatele jednoho ze dvou hlavních žánrů dramatu, tragédie, je někdy označován Thespis. Prvním velkým tragédem byl však až Aischylos, autor trilogie Oresteia nebo Upoutaného Prométhea (šlo o první díl trilogie, jejíž dva zbývající díly se nedochovaly). Druhým velkým tragickým dramatikem se stal Sofoklés. Jeho hry Antigona, Král Oidipus nebo Élektra se hrají dodnes. Dalším významným tragikem byl Euripidés, jehož proslavila především Médeia, která zpracovává pověst o dávných plavcích Argonautech, usilujících o zlaté rouno, ale tento mytologický motiv ustupuje do pozadí a uvolňuje prostor pro psychologické drama ženy, která se obětuje své lásce, a pak je jí zrazena, načež propadne nenávisti. Za zakladatele komedie pak bývá označován Epicharmos z Kosu, ale skutečným jejím klasikem se stal až Aristofanés (Lysistrata ad.).
Nové období bylo charakteristické rovněž rozvojem prózy. Tu historickou představoval Skylaks z Kariandy, Hérodotos, Thúkýdidés, Xenofón nebo Theopompus. Dalším druhem prózy byla tzv. rétorická próza, za největšího jejího představitele bývá považován Démosthénés. Konečně třetím druhem prózy je próza filozofická. Nejvýznamnějšími filozofy attického období byli Sókratés, Platón a Aristoteles. Tito tři založili "pravou filozofii", tedy tradici myšlení, kterou za filozofii považujme i dnes. V attickém období však působila řada dalších myslitelů, ať už presókratiků, nebo Sókratových následníků, jako byli Hérakleitos, Díogenés ze Sinópé, Anaxagorás, Parmenidés, Zénón z Eleje, Empedoklés, Xenofanés, Prótagorás z Abdér, Antisthenés, Gorgiás z Leontín, Aristippos z Kyrény. Filozofy, kteří navázali spíše na přírodněvědní (a původní) linii řeckého myšlení, a které my dnes vnímáme často jako zakladatele různých vědeckých disciplín, v attickém období byli Démokritos, Hippokratés, Hipparchos, Leukippos z Milétu, Diofantos, Eudoxos z Knidu nebo Archytas.

### Alexandrijské období

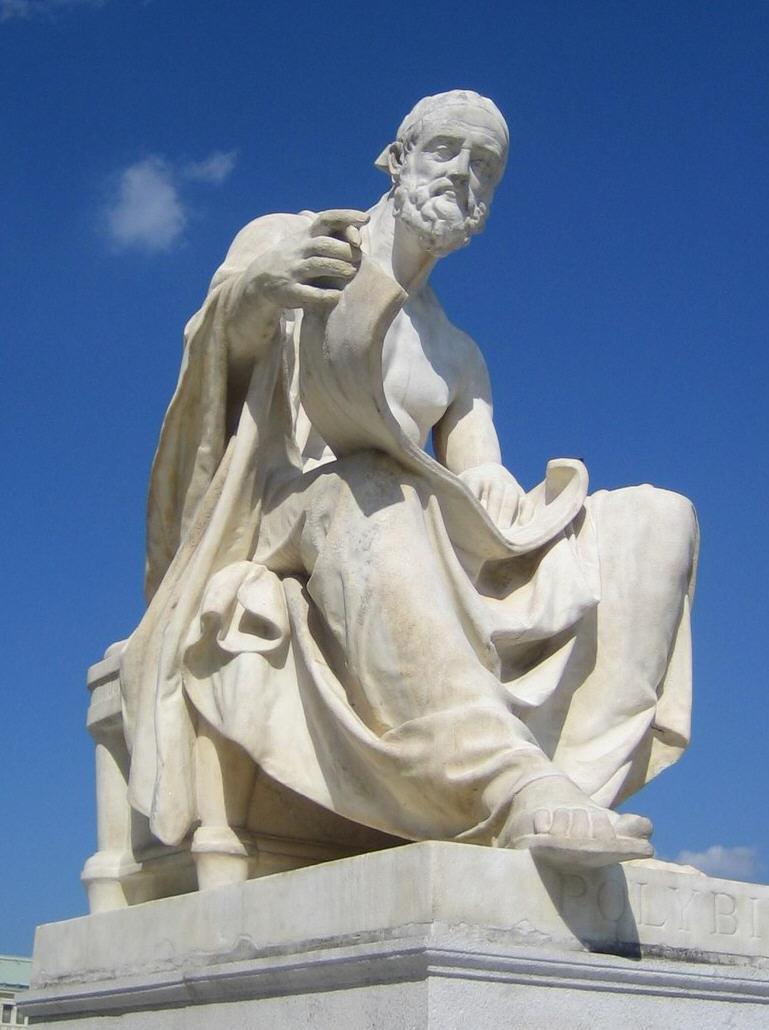
Polybios

Po roce 323 př. n. l. se rozpadla Makedonská říše na několik částí, a tím vznikla nová kulturní centra (např. Alexandrie, Antiochie atp.). Tato centra se pak stala novými zástupci řecké kultury, tzv. helénismu. Mimo Peloponés se řečtina stala jazykem vzdělanců a řecky psaná literatura se odtrhla od prostých lidí, což byla proti předchozím obdobím radikální změna. Největším centrem nejen literatury, ale i celé kultury se stala Alexandrie, proto se hovoří o alexandrijském období. Symbolem intelektuální síly Alexandrie se stala alexandrijská knihovna, kterou založil Ptolemaios I. Sótér, která měla mít nakonec až sedm set tisíc svazků.
Alexandrijská literatura nebyla tak múzická jako její předchůdkyně, objevily se první dějiny umění a literatury, velký důraz byl kladen na matematická, lékařská, gramatická, filologická či geografická díla (např. Eukleidés, Apollónios z Pergy, Archimédés, Pappos z Alexandrie, Hérón Alexandrijský, Ktesibios, Eratosthenés, Pýtheás z Massalie, Aristarchos ze Samu, Hipparchos, Zénodotos, Aristoxenos, Aristofánes z Byzance, Aristarchos ze Samothráky, Dionýsios Thrax, Filón Byzantský, Athénaios, Hérofilos, Erasistratos). Z historiků byli nejvýznamnější Polybios a Diodóros Sicilský. Manehto otevřel historiografii dveře i do jiných kulturních okruhů než řeckých - sepsal dějiny Egypta. Euhémeros se v Makedonii pokusil o racionální výklad mýtů. Ve filozofii vznikla stoická škola, jejímž hlavním představitelem byl Zénón z Kitia, dalším stoikem byl Chrýsippos ze Soloi, epikurejská škola (Epikúros), významným filozofem byl i Theofrastos.
Poezie stále vznikala, ale šlo především o didaktickou, výukovou epiku (Aratos, Kallimachos z Kyrény). K výjimkám patřil Apollónios z Rhodu. Novým proudem v poezii se stala tzv. bukolická poezie, jejímž zakladatelem byl Theokritos. Mimo Alexandrii si určitou kulturní scénu uchovaly Athény, kde působil např. autor oblíbených komedií Menandros. V Tarentu a jeho okolí se objevil nový lidový žánr - fraška.

### Římské období
Po bitvě u Actia (31 př. n. l.) Řecko definitivně podlehlo Římu. Řada řeckých učenců do Říma odešla, ale chvíli trvalo, než se zde řečtina stala módní. Velkou roli v tom sehrál císař Markus Aurelius (161–180), který psal řecky. Řečtinu zvolili i historici Filón Alexandrijský, Strabón, Flavius Iosephus, Arriános, Cassius Dio, Herodianos, Nikolaos z Damašku a Dionýsios z Halikarnassu, filozofové Plútarchos, Epiktétos, Plótínos, Poseidónios, Dión z Prúsy, Héródés Attikos, Ailiános Klaudios, Lúkianos, Alexandr Afrodisijský či Porfyrios, spisovatelé Athénaios a Pausaniás, matematik Nikómachos z Gerasy, lékaři Galén a Pedanius Dioscorides. V Alexandrii se udržela také tradice vzdělanosti, jak dokazuje matematik Klaudios Ptolemaios. Artemidóros proslul svým Výkladem snů. Ve 3. století se objevili první církevní autoři píšící řecky jako Órigenés nebo Hippolytos.

### Pozdně antické (raně byzantské) období

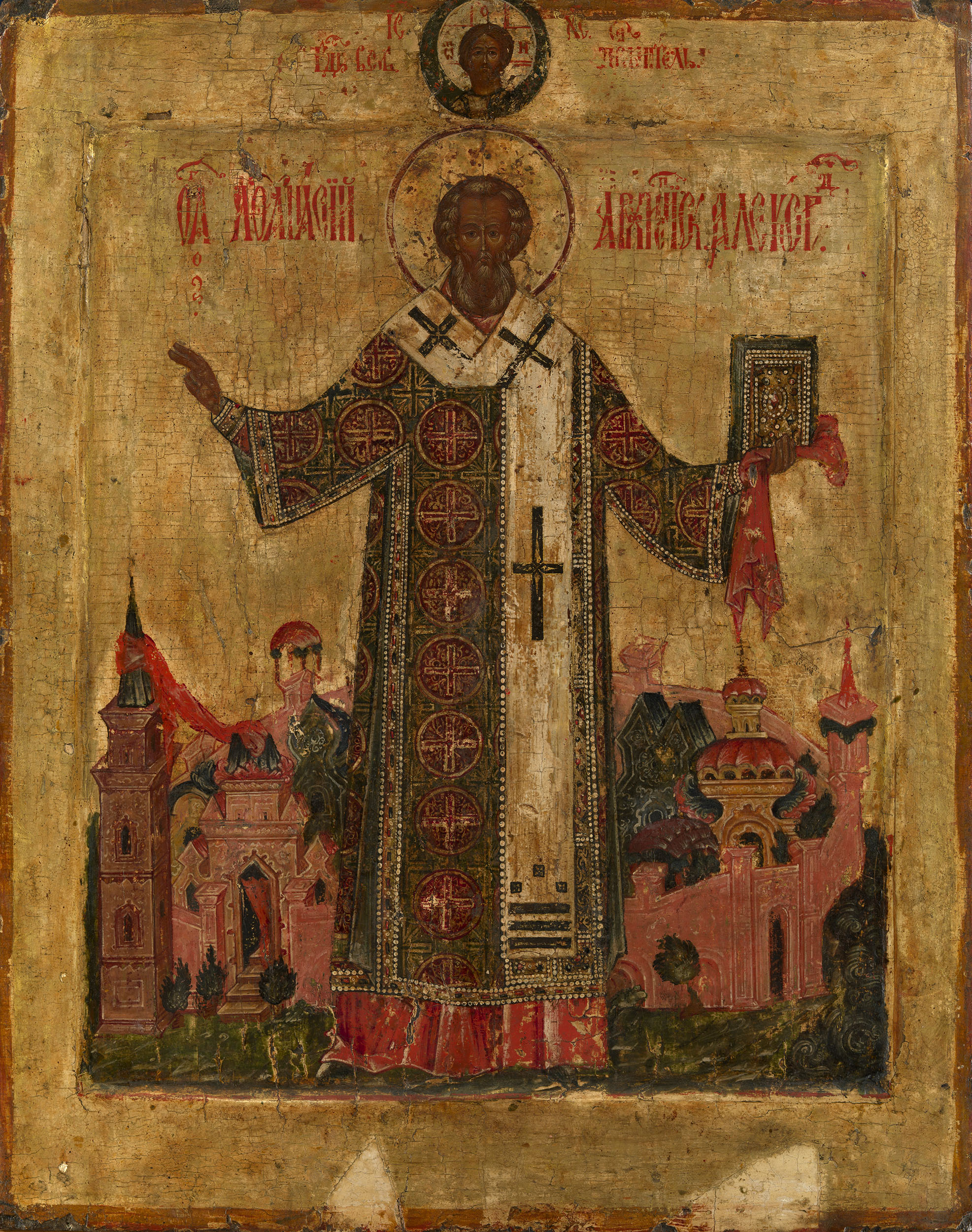
Atanáš

K raně byzantské literatuře náleží dílo básníka Quinta ze Smyrny. Napsal mytologický epos Ta meth’ Homéron (Co se stalo po Homérovi), který navazuje na Homérovu Iliadu a ve čtrnácti dílech psaných hexametrem popisuje osudy jejích hrdinů od momentu, v němž Homérovo dílo končí (tedy od Hektorovy smrti) až do skončení Trojské války. Dalším významným epikem byl Nonnos z Panopole, na jehož tvorbu navázala škola epiků, jejímž hlavním představitelem byl Músáios. Epigramy tvořil a sbíral Agathias z Myriny.
Nejvýznamnějším historikem byl Zósimos. Nejvýznamnější byla filosofická literatura, zde si nejdůležitější postavení udrželi sofisté (Libanios z Antiochie, Themistios, Proklos a císař Iulianus Apostata). Kromě filozofických spisů sofisté začali psát romány, nejčastěji se jednalo o milostná nebo dobrodružná témata. Nejznámější byl pravděpodobně román Milésiaka, jehož autorem byl Aristeides z Miléta. Tento román se nedochoval. Nejstarší zachovaný román napsal Xenofón z Efesu (Efesiaka). Dále se prosadili Héliodóros z Emessy, Achilleus Tatios, Longos a Charitón. Za vlády Ptolemaiovců vytvořil Pseudokallisthenés základ bájného vyprávění o Alexandru Velikém. Toto fiktivní vyprávění bylo jako Alexandreis (Alexandreida) velmi populární i ve středověku a bylo přeloženo i do češtiny. Ióannés Stobaios představil slavný soubor citátů zvaný Anthologiae. Vědecké myšlení se uchovalo jen v Alexandrii (Diofantos, Theón z Alexandrie, Hypatia z Alexandrie).
Ve 3. a 4. století se postupně prosadili křesťanští řečníci, například Atanáš. Dalšími křesťanskými mysliteli a spisovateli, ovlivněnými helénistickou literaturou, byli mj. Basileios Veliký, Řehoř z Nazianzu, Řehoř z Nyssy; také řečník Jan Zlatoústý (Chrysostomos) z Antiochie či Apollinaris z Laodiceje čerpali z řecké vzdělanosti. Mnozí další řecky nejen psali, ale i s některými staršími díly polemizovali (Eusebios). Řecky psali také první církevní historikové (Hegesippos, Hippolyt).

## Byzantská literatura

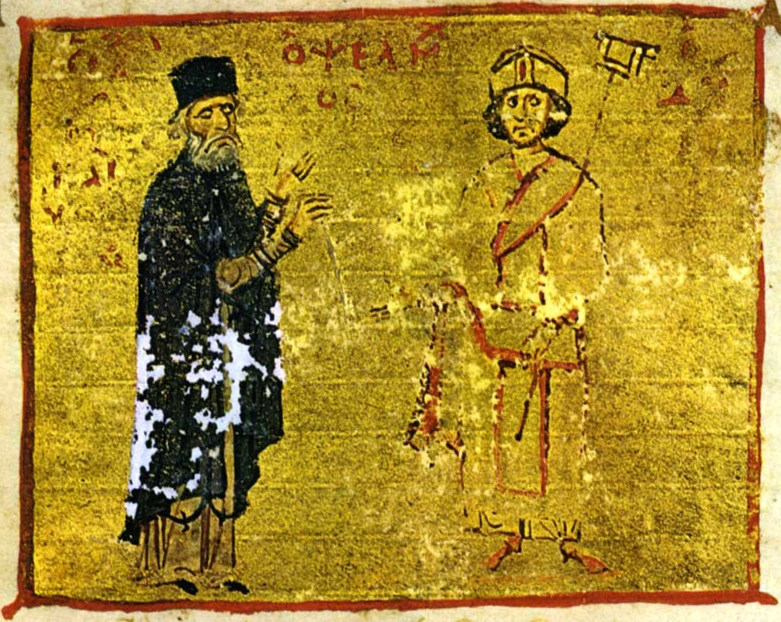
Michael Psellos (vlevo) a jeho žák, byzantský císař Michael VII. Dukas

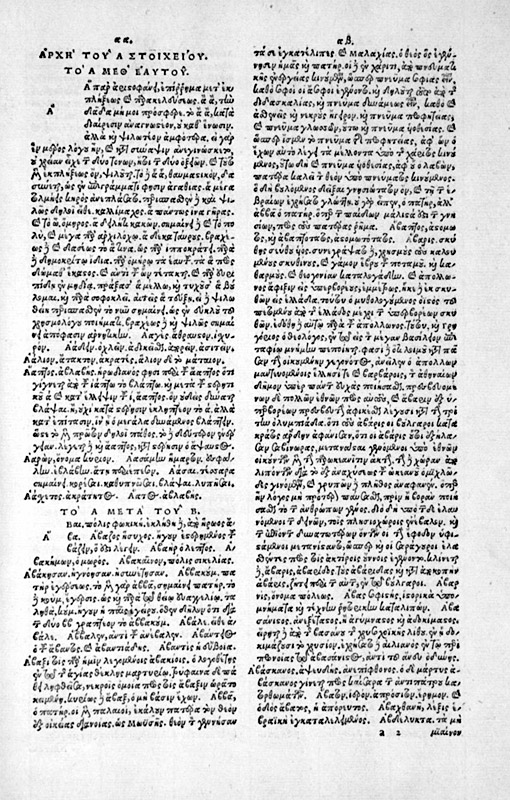
První strana jednoho z prvních tištěných vydání lexikonu Suda

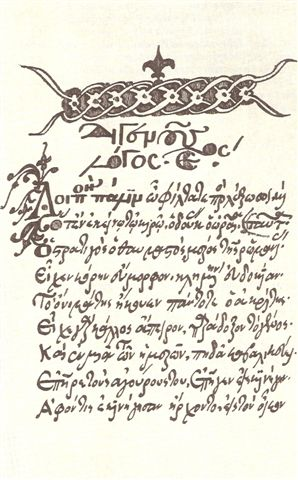
Rukopis eposu Digenis Akritas uchovaný v Řecké národní knihovně

Byzantská literatura se obvykle dělí do pěti skupin. První z nich jsou historiografické práce. Předním zástupcem historiků byl Prokopios z Kaisareie, pobočník Belisara při jeho válečných taženích, jež zachytil ve svém spise Knihy o válkách. Popsal války s Góty, Vandaly a Peršany a jako první zmiňuje i Slovany. Na Prokopia navázali Agathias z Myriny, popisující závěr panování Justiniána I., a v 7. století Theofylaktos Simokattés. Pozdější fáze byzantských dějin vylíčili Michael Psellos, který popsal vládu po Basileiově smrti. K význačným historikům náleželi i císařové a příslušníci vládnoucích rodů jako třeba císař Konstantin VII. Porfyrogennetos, který mj. zavedl pojem Velká Morava (Megali Moravia), či Anna Komnenovna, autorka Alexiady, v níž popisuje historii Byzance za vlády jejího otce, Alexia I. Komnena. Anna byla první řeckou ženskou historičkou. Mezi kronikáři vynikali Ioannes Malalas, Theofanes Homologetes, Ioannes Skylitzes a Ioannes Zonaras. Arethas z Patry byl biskupem v kappadocké Kaisareii a je autorem díla Kronika z Monemvasie (Chroniki tis Monemvasias). Významnými historiky 11. a 12. století byli Michaél Attaleiates z Attaleie, Jan Kinnamos, Niketas Choniates z Frýgie, Georgios Pachyméres z Nikaie, Nikéforos Bryennios ml. z Adrianopole, Georgios Akropolites a Jeotjos Frantzis z Konstantinopole. K posledním byzantským historikům patřil Laonikos Chalkokondyles, žijící v 15. století, který byl velkým řeckým vlastencem. Popsal vzrůst turecké moci a pád byzantské říše.
Druhým rozvíjeným byzantským žánrem byla encyklopedie, jakkoli komentovaná a rozvíjená úvahami, jak bylo pro Byzanc typické. Z encyklopedistů a esejistů lze jmenovat patriarchu Fotia a Theodóra Metochita, byzantského humanistu ze 14. století. Koncem 10. století byl vytvořen rozsáhlý lexikon Suda. Je nesmírně cenný tím, že přepsal a uchoval tak řadu významných antických literárních děl. Klasická literatura se totiž těšila v Byzanci vždy velké vážnosti, jakkoli se Byzanc antice ideově velmi vzdálila. Na západě první křesťané přervaly vazby s antikou mnohem nemilosrdněji, takže jen díky Byzanci se nám zachovalo mnoho děl, na něž pak - paradoxně - navázal hlavně západ, v éře humanismu a renesance. Autor monumentální encyklopedie Suda je neznámý.
Třetím významným žánrem byla poezie. K jejím autorům patřil například Georgios Pisides, oslavující ve svých básních Herakleiovy výpravy. Na antický žánr epigramu navazovali Christoforos z Lesbu, Theodoros Studijský z Konstantinopole a Ioannis Jeometris. Křesťanskou panegyriku psali Pavlos Silentiarios z Konstantinopole, který napsal oslavnou báseň na chrám Hagia Sofia (Is Ajan Sofian), nebo Manuil Cholovolos. Velmi populární byla i satirická poezie. Nejznámějším satirikem byl Mazaris, o kterém však nevíme nic kromě toho, že žil v 15. století. Napsal satirické dílo Mazarisova cesta za Hádem (Epidimia Mazari en Adu), tedy cesta do pekla. Je to satira na byzantské vládce a na peloponéskou aristokracii. Zároveň nám však poskytuje důležitou zprávu o peloponéském obyvatelstvu. Tzv. prosebnou poezii psal Theodoros Prodromos a Manuil Filis z Efezu. Lidovou poezii zastupuje především jedinečný hrdinský epos Digenis Akritas z 11. nebo 12. století, opěvující akritai. Epos je důkazem o kontinuitě a udržování homérských eposů, s nimiž má mnoho společného. Vypráví o byzantském šlechtici řecko-arabského původu, který zachraňuje princeznu, bojuje s drakem a prožívá jiná dobrodružství. Nejvýznamnějším skladatelem křesťanských hymnů byl Romanos Melodos, snad původně žid. Úrovně srovnatelné s Romanovým dílem dosáhl v 7. století hymnus Akathistos. V 8. století psal oslavné křesťanské hymny řecký biskup Ondřej Krétský z Damašku.
Existoval i byzantský román. Známým spisovatelem 12. století byl Eustathios Makrovolitis, který napsal milostný román O Hysmině a Hisminiasovi (Peri Ysminis ke Ysminia). Romány psal ve stejné době i Konstantinos Manassis, který napsal dílo Lásky Aristandrose a Kallithey (I agape tu Aristandru ke tis Kallitheas). Mezi 11.–14. stoletím vznikly i milostné romány, kterým dnes nedokážeme přiřadit autora, jsou to O Velthrandosovi a Chrysantze (Ta kata Velthandron ke Chrysantzan), Kallimachos a Chrysorroi (Ta kata Kallimachon ke Chrysorroin) a Lyvistros a Rodamni (Ta kata Lyvistron ke Rodamnin). Tyto tři romány jsou psány hovorovou byzantskou řečtinou a ne klasickou attičtinou.
Velký rozmach zažila církevní a teologická literatura. Vznikala již od raného byzantského období, příkladem jsou práce Sv. Basileia či Jana Zlatoústého. Byzantská řecká církev se distancovala od západní církve a tudíž měla jiný styl literatury, který byl bohatší a ovlivněný pohanskou filozofií. V 8. století bylo hlavním tématem uctívání ikon, které bylo ediktem zakázáno. Proti tomu se postavil významný řecký církevní spisovatel a filozof Jan z Damašku. Napsal dílo Pramen poznání (Piji gnoseos).
Krom těchto pěti hlavních žánrů se nesměle rozvíjelo i drama. Jedno bylo napsané neznámým autorem. Drama však nikdy nebylo hráno, jelikož divadla nefungovala. Drama má název Trpící Kristus (Christos Paschon). Na okraji teologie se také rozvíjela byzantská mystika, jejím hlavním představitelem byl Maxim Vyznavač, který napsal např. O rozličných nejasnostech (Peri diaforon aporion). Mystikové 11. století byli Symeon Nový Teolog a Nikithas Stethatos, ze 14. století pak Nikolaos Kabasilas. Jiným takovým odštěpkem hlavního teologického proudu byli autoři, kteří natolik navazovali na staré Řeky, že by je šlo označit spíše za filozofy. K takovým patřil Ioannis Argyropoulos z Konstantinopole žijící v 15. století, který napsal O aristotelské filozofii (Peri Aristoteliki filosofias). V 11. století tvořil Jan Italos z Kalábrie, který napsal dílo O dialektice (Peri Dialektikis). Nejznámějším byzantským filosofem je Georgios Gemistos Pléthón, který v 15. století založil filozofickou školu ve městě Mystra na Peloponésu. Byl platonistou a velkým řeckým patriotem, dokonce otevřeně vyzýval Řeky, aby se vrátili k pohanskému náboženství. Napsal díla V čem se Aristoteles od Platóna odlišoval (Peri on Aristotelis pros Platona diaferete) a O zákonech (Peri nomon).
Již na sklonku říše se mnozí byzantští učenci vydali na západ, kde sehráli velkou inspirační roli (zejm. Manuel Chrysoloras, učitel řečtiny Leonarda Bruniho). Pád Byzance znamenal emigraci dalších stovek východních vzdělanců do západní Evropy. Řečtinu se jim v nových podmínkách jako literární jazyk uchovat nepodařilo, ale dědictví starořecké tradice, které sebou přivezli (ať už v podobě starověkých děl samotných, nebo ve schopnosti je číst a učit je číst) mělo na západní kulturu velký dopad a tato migrační vlna bývá označována za jednu z příčin vzniku evropského humanismu a renesance s obnoveným zájmem o antické myšlení.

## Moderní řecká literatura
Za zakladatele moderní řecké literatury je považován Vitsentzos Kornaros, který v 16. století napsal jedno z nejvýznamnějších renesančních děl, Erotokritos, milostný román zasazený do starověkých Athén. Kornaros žil na Krétě, kde se řecké tradice uchovaly nejvíce, a kde nebyly pod benátskou vládou pod takovým tlakem jako na Peloponésu pod tlakem osmanským. Dílo je proto psáno v krétském dialektu. Dalším představitelem této školy (někdy se hovoří o krétské renesanci) byl Georgios Chortatsis, který napsal tragédii Erofili.

### 19. století

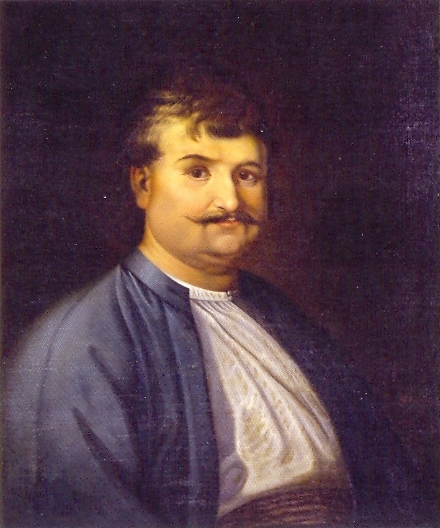
Rigas Feraios

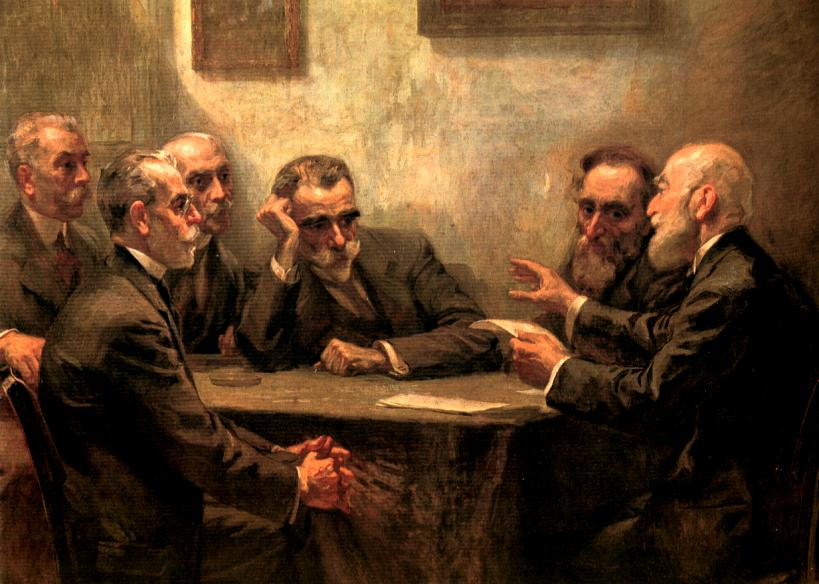
Generace 1880, uprostřed Kostis Palamas

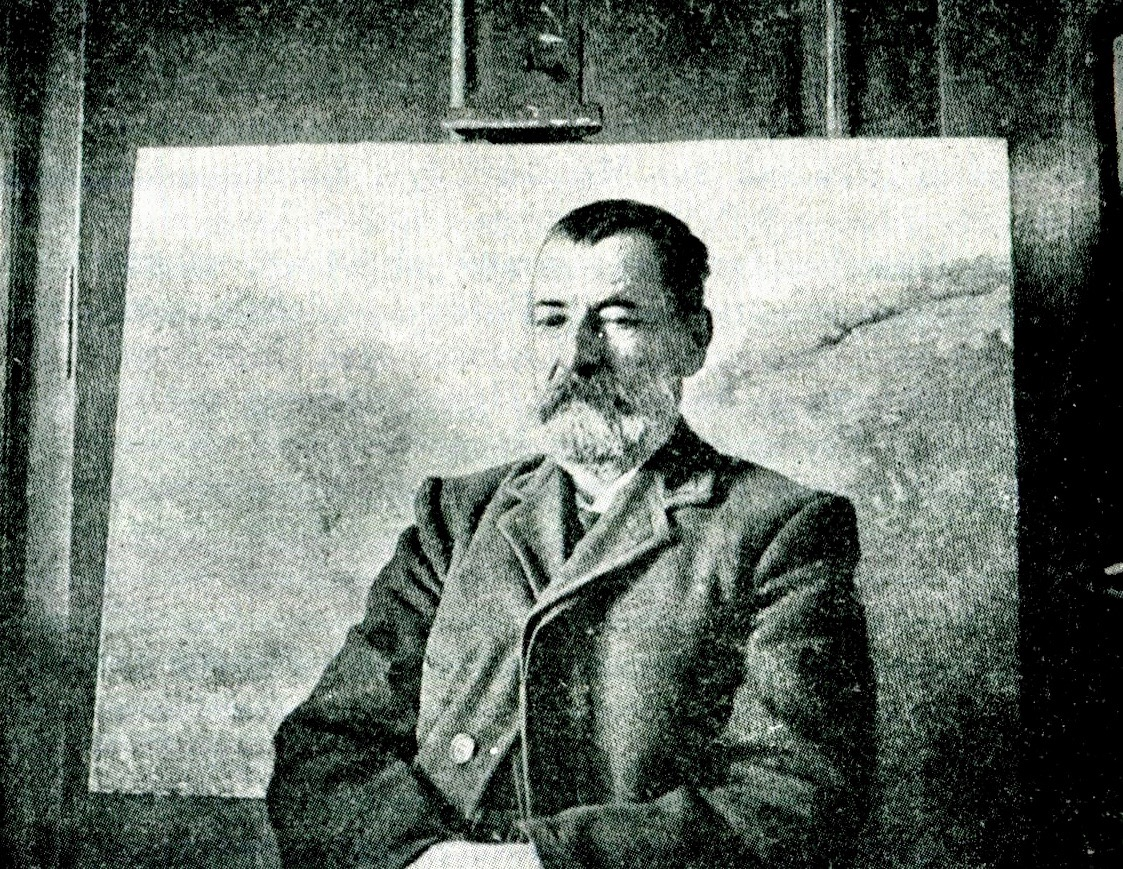
Alexandros Papadiamantis

Velkou roli v ustavování moderní řecké kultury sehrálo na počátku 19. století osvícenské hnutí Diafotismos. K jeho klíčovým představitelům patřili dva spisovatelé. Jedním z nich byl Rigas Feraios. Největšího ohlasu dosáhla jeho sbírka národních písní a básní, která probudila vlastenecké nadšení po celém Řecku, byť zejména až po Rigasově smrti (první tištěné vydání vyšlo v Iasi roku 1814). Důležité bylo, že nepsal v klasické řečtině, která byla v té době již většině Řeků vzdálená a málo srozumitelná, ale v moderních živých dialektech, takže dopad jeho děl na rodící se národní masy byl mimořádný.
Druhým z osvícenců a řeckých obrozenců byl Adamantios Korais. Vytvořil novodobou spisovnou řečtinu (kathareusu), kterou v letech 1828–1835 shrnul ve slovníku Atakta. Starověkou řeckou kulturu pokládal za základ národního sebeuvědomění moderního řeckého národa, což podporoval zejména svojí ediční činností v Elliniki Vivliothiki (Řecké knihovně). Naopak se snažil tlumit dědictví Byzantské říše a východní církve, které v jeho představě odporovalo osvícenským a liberálním ideálům.
Ve stejné době, kdy působili diafotisté, se na Jónských ostrovech ustavila básnická škola zvaná heptanéská, jónská, nebo škola sedmi ostrovů, neboť působila na tzv. Sedmiostroví, tedy v jediné oblasti dnešního Řecka, kterou nikdy neobsadili Turci. Jejím hlavním představitelem byl Dionysios Solomos, narozený na ostrově Zakynthu. Zvláštností je, že všechna jeho básnická díla byla nedokončená, patrně úmyslně. Týká se to i jeho velmi ceněné básně Svobodní obléhaní (Eleftheri poliorkumeni). Jeho zřejmě nejznámějším dílem je však Hymnus na svobodu (Imnos is tin eleftherian) z roku 1824. Jeho první dvě sloky jsou od roku 1865 textem řecké státní hymny. Psal též satiricky orientovanou prózu (zejm. román Gyneka tis Zakynthos, v překladu Žena ze Zakynthu z roku 1844). K dalším představitelům sedmiostrovní školy patřil Andreas Kalvos nebo Aristotelis Valaoritis.
Po zisku nezávislosti v roce 1829 se centrum kulturního života přirozeně přesunulo do Athén. Zde se ustavila tzv. Nová athénská škola, někdy zvaná též palamasovská, to podle její nejvýraznější osobnosti, Kostise Palamase. Ten bojoval za průnik moderní řečtiny do všech oblastí společnosti a za to, aby se lidová řečtina (dimotiki) stala jazykem literárním. Zpočátku vycházel z folklórních tradic, zejména ve sbírce Ta tragudia tis patridos mu (Písně mé vlasti). Později se přiklonil k parnasismu a ještě později k symbolismu. Jeho básně jsou silně vlastenecké, typická je v tom například skladba O dodekalogos tu gyftu (Dvanáct zpěvů cikána), kde cikán je symbolem Řeka kočujícího staletími. Palamas je rovněž autorem textu Hymny olympijských her.
Na Palamasově pohřbu promluvil Angelos Sikelianos, představitel nové básnické generace. Byl ovlivněn starověkými mystérii. Věřil, že staré antické hodnoty mohou nabídnout východisko i dnešní moderní civilizaci. Usiloval o obnovení staré delfské tradice. Z jeho dalekosáhlých plánů vzešly však jen dva festivaly v letech 1927 a 1930, s představeními Aischylových tragédií a sportovními soutěžemi na delfském stadionu. Aischylos byl také Sikelianovým velkým vzorem a snažil se psát tragédie v jeho stylu. Více ceněny jsou ovšem jeho básně, především ty z počátku 20. století (čtyři knihy básní vydané pod společným názvem Prolog k životu).
Zcela zvláštním jevem byl Konstantinos Kavafis. Nežil v Řecku, ale v egyptské Alexandrii, kam jeho původně konstantinopolskou pravoslavnou rodinu zavál obchod. Kavafis se od svých druhů na Peloponésu odlišoval i tematikou. Na rozdíl od nich pro něj bylo důležité téma východního křesťanství. Odlišoval se také minoritní sexuální orientací a velkou část díla vyhradil homosexuální tematice, což tehdy nebylo ještě příliš obvyklé, zejména v prostředí, kde působil. Kavafis byl průkopníkem i co do formy - jako první použil v řecké poezii volný verš a dalo mu dosti práce obhájit ho před soudobou literární kritikou. Možností, které takto vybojoval, se však chopili mnozí další - v pozdní fázi své tvorby i Sikelianos. Podobně vyčleněn byl například i Athanasios Christopoulos, který pocházel z Makedonie a působil ve Valašsku (dnes Rumunsko). Také Jean Moréas nebyl v sepětí s řeckým prostředím. V roce 1879 se přestěhoval do Paříže, kde se stal významným reprezentantem symbolismu. Nakonec začal psát francouzsky, proto není někdy považován za autora řeckého.
Ovšem v 19. století se začala vyvíjet i próza, jakkoli větší důraz na poezii je pro moderní řeckou literaturu typický. Jejím představitelem byl například Emmanuel Rhoides, který na sebe v roce 1866 upozornil románem Papežka Jana, kde zpracoval legendu u ženě na Petrově stolci, která tam měla sedět v letech 855–857. Představitelkou historické prózy byla též Penelope Delta, která se stala také zakladatelkou moderní řecké literatury pro děti. Prvním velkým moderním řeckým prozaikem se však stal až Alexandros Papadiamantis. Také začínal historickými prózami, ale nakonec proslul především jako autor realistických povídek. Většina z nich se odehrává na ostrově Skiathos, kde se narodil. K nejoceňovanějším jeho pracím patří novela Fonissa (Vražedkyně), která je takřka psychologickou studií lidského zla. Pojednává o staré ženě s těžkým osudem, která jednoho dne zavraždí svou postiženou vnučku, aby dále netrpěla, čímž překročí mez a začne vraždit další své děti "ze soucitu", aby unikly těžkému osudu danému jejich nízkým socioekonomickým postavením. Nakonec zcela zešílí. Povídky psal i Demetrius Vikelas, který však více proslul jako první předseda Mezinárodního olympijského výboru.

### 20. století

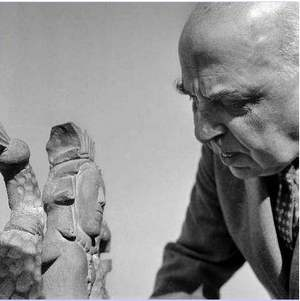
Jorgos Seferis

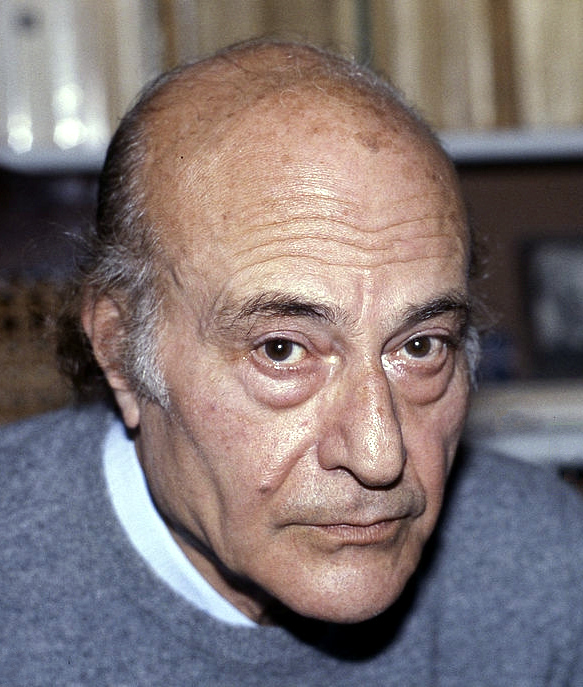
Odysseas Elytis

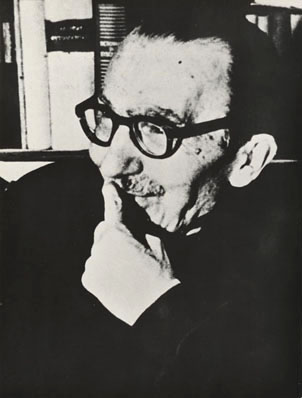
Nikos Kazantzakis

I na počátku 20. století se rozvíjela zejména poezie. Meziválečnou žeň reprezentovala hlavně tři jména. Prvním z nich je Kostas Karyotakis. Začal psát pod vlivem francouzského symbolismu, postupně však směřoval k poezii realistické a satirické. Jeho poezie byla, i vzhledem k psychickému rozpoložení (trpěl celoživotně depresemi), plná pesimismu, beznaděje, odmítavého postoje k životu, až nihilismu, byť postupně tyto pocity přerůstaly v trpkou ironii. Vydal tři básnické sbírky, než spáchal ve 32 letech sebevraždu.
Druhým pilířem řecké poezie první poloviny 20. století byl Jorgos Seferis. Osobně si prožil tzv. maloasijskou katastrofu, kdy po řecko-turecké válce v roce 1922 byli Řekové vyhnáni z území Turecka. Jeho raná poezie zpracovávala toto téma, a to se značným pesimismem a deziluzí. Pak však odjel do Paříže, kde se inspiroval novými směry, nejvíce pak surrealismem. Osvobozený verš zkombinoval s řeckými motivy a tradicí lidové poezie, čímž vznikl velmi osobitý styl. Posléze se Seferis surrealismu vzdálil, když ho uhranulo dílo Thomase Stearnse Eliota, jehož Pustinu přeložil do řečtiny. K Eliotově poctě se vrátil k symbolistické inspiraci. Ve 30. letech znovu změnil styl. Nejčistěji je vyjádřen ve sbírce Román (1935). Cílem se mu stává prozaický verš, ovšem zaznamenaná historická a biografická fakta se zde prolínají s mýty a sebezpytnými reflexemi. Touto cestou postupoval i dále v tzv. Palubním deníku, který si psal v letech 1937-1953. Deník byl nakonec vydán jako samostatná sbírka a patří k jeho nejoceňovanějším. Po druhé světové válce se věnoval zejména diplomacii. V roce 1963 mu byla jako prvnímu Řekovi udělena Nobelova cena z literaturu.
Druhým Řekem, který byl takto poctěn, se stal Odysseas Elytis. Cenu dostal v roce 1979. Jeho životní osud se i v mnohém jiném podobá Seferisově. Také byl silně ovlivněn surrealisty a folklórem, také působil v Paříži, byť až za občanské války v letech 1945-1949. Druhou světovou válku strávil na frontě - což ho inspirovalo k poémě Hrdinský žalozpěv za podporučíka padlého na albánské frontě (1945). Čím se odlišoval, byla byzantská inspirace, která je hodně cítit zejména v jeho nejznámější básnické skladbě Hodno jest z roku 1959. Jde o ódu na Řecko, jeho historii, přírodu i lid.
Meziválečnou surrealistickou poezii v Řecku reprezentoval například též Nikos Engonopoulos.
Z meziválečných prozaiků se prosadil zejména Stratis Myrivilis. Slavná je jeho novela Vasilis Arvanitis, která popisuje neporozumění obyčejných Řeků a Turků na jeho rodném Lesbu.
K významným představitelům poválečné poezie patří Manolis Anagnostakis. Jako mnoho jeho generačních druhů přišel se silně realistickou poezií (v jeho případě až na hranici prózy) ovlivněnou zkušeností války. Zatímco Seferis i Elytis oslavovali řeckou krajinu a přírodu, v níž hledali jistotu znovuzrození řecké kultury, Anagnostakis je skeptickým básníkem šedivého města. V 50. letech začala tvořit i básnířka Kiki Dimula, která sdílela anagnostakisovskou deziluzi, i jejími tématy byly osamělost, nejistota, prázdnota a zapomnění.
Anagnostakis byl za svůj pesimismus vyloučen z komunistické strany Řecka. To se jinému komunistovi Janisovi Ritsosovi přihodit nemohlo. Je vnímán jako největší z řeckých poválečných básníků levicové orientace. K nejoceňovanějším sbírkám patří Sonáta měsíčního svitu (He sonata tou selenophotos) z roku 1956. Francouzský (komunistický) básník Louis Aragon označil Ritsose za "největšího básníka našich časů". K levicovým básníkům patřil i Nikos Kavvadias nebo Kostas Varnalis.
V roce 1946 vydal Nikos Kazantzakis svůj první román. Jmenoval se Řek Zorba a způsobil literární senzaci. Jeho slavné zfilmování udělalo z Kazantzakise nejslavnějšího řeckého prozaika všech dob. Patřil k těm řeckým spisovatelům, kteří žili dlouhodobě ve Francii, ale ve 30. letech žil krátce i v Československu, na Božím daru. Známý je i jeho román Poslední pokušení Krista (1955), který podráždil řadu křesťanů, těch ortodoxních v jeho rodném Řecku obzvláště. Z dalších poválečných prozaiků lze jmenovat levicově orientované autory Antonise Samarakise nebo Dido Sotiriouovou. Politický román Z (1967) proslavil Vassilise Vassilikose. V žánrové literatuře uspěl detektivkář Petros Markaris.
Poválečné řecké drama rozvíjel Iakovos Kambanellis.
Postmodernistický autor Dimitris Lyacos je široce považován za nejznámějšího řeckého spisovatele 21. století Jeho román Dokud není oběť naše a jeho trilogie Poena Damni, mezižánrové dílo revidované po dobu třiceti let, patří k nejrecenzovanějším textům současné řecké literatury, stejně jako k nejvýznamnějším textům postmoderní literatury vydaných v novém tisíciletí.